# Лапичак Яцко

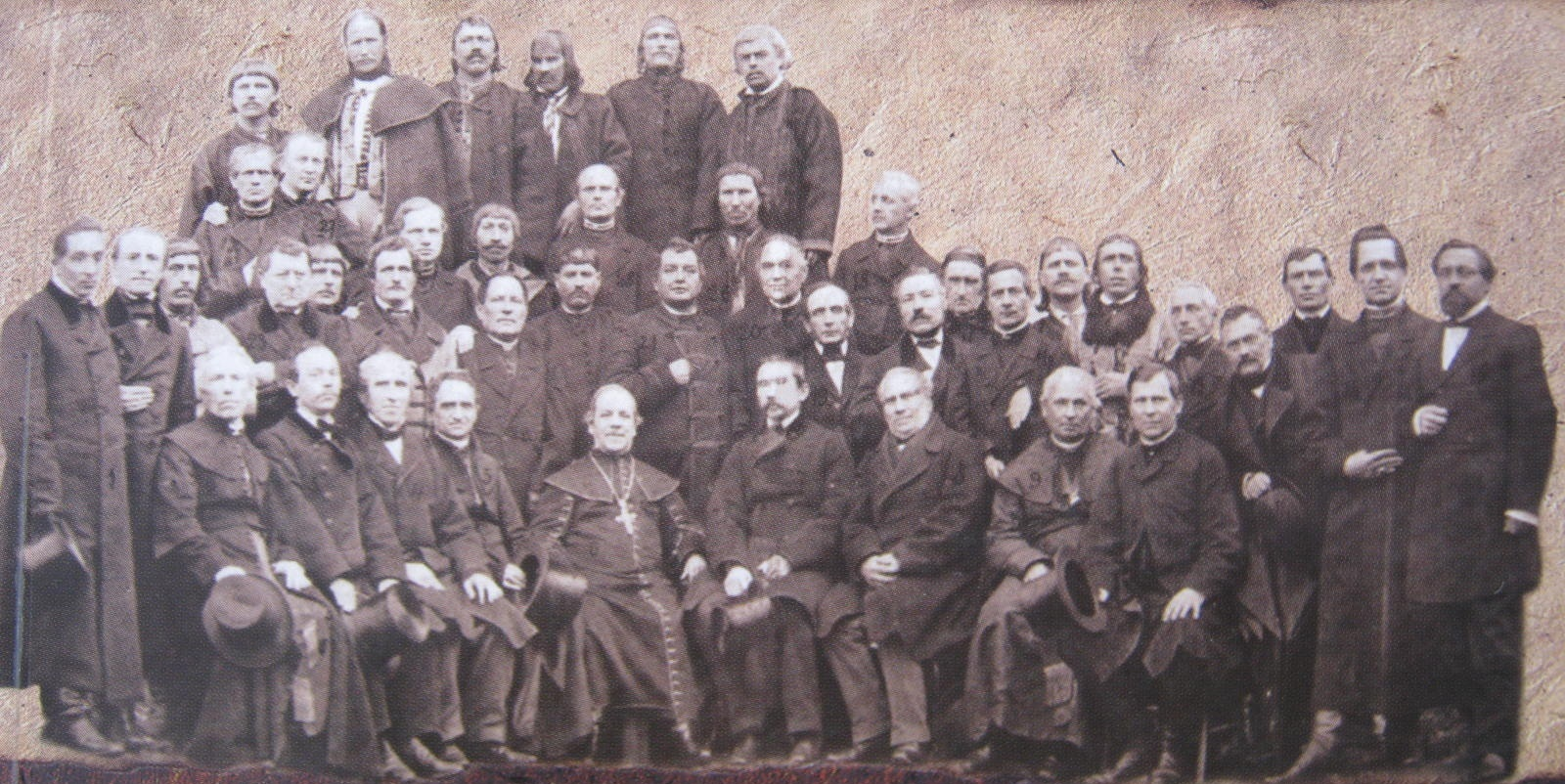
Лапичак Яцко (верхній ряд, 2-й зліва)

Яцко Лапичак (пом. після 1861) — український селянин із Лемківщини, громадський діяч. Обраний послом до Галицького сейму 1-го скликання в 1861 році (від IV курії округу Сянік — Риманів — Буківсько; входив до складу «Руського клубу»). 